# Staalplaatbetonvloer
Een staalplaatbetonvloer is een systeemvloer waarbij een trapeziumvormige geprofileerde staalplaat als verloren bekisting dient. Staalplaatbetonvloeren worden vaak toegepast bij dragende verdiepingsvloeren voor stalen skeletbouw. Deze vloer wordt ook vaak gebruikt bij renovaties. Wanneer er lichtgewicht beton wordt toegepast kan een redelijk lichte vloer ontstaan. Er zijn verschillende typen staalplaatbetonvloeren in diverse vormen diktes en breedtes van de rib. In tegenstelling tot andere bekistingsvloeren is het bij de staalplaatbetonvloer, mits de platen tijdens de uitvoeringsfase beloopbaar zijn, mogelijk om meerdere vloeren tegelijkertijd voor te bereiden nog voor het beton wordt gestort zonder de vloeren te onderstempelen.
In tegenstelling tot de zwaluwstaartvloer, dient een staalplaatbetonvloer vaak alleen als dragende vloer, terwijl de zwaluwstaartvloer enkel als afdekvloer bij vooral houten balklaagvloeren dient.